# 路易斯·斯威夫特
路易斯·A·斯威夫特（英語：Lewis A. Swift，1820年2月29日—1913年1月5日），美國天文學家。
他曾經發現了13顆彗星及1,248個先前未標示的星雲（只有威廉·赫歇爾發現過更多星雲），包括了坦普爾-斯威夫特-林尼爾彗星（11P/Tempel-Swift-LINEAR）、斯威夫特-赫雷爾斯彗星（64P/Swift-Gehrels）和斯威夫特-塔特爾彗星（109P/Swift-Tuttle）。

## 貢獻
斯威夫特發現或共同發現了許多彗星，包括週期性彗星坦普爾-斯威夫特-林尼爾彗星（11P/Tempel-Swift-LINEAR）、斯威夫特-赫雷爾斯彗星（64P/Swift-Gehrels）和斯威夫特-塔特爾彗星（109P/Swift-Tuttle）。他還發現了彗星C/1877 G2、C/1878 N1、C/1879 M1、C/1881 J1、C/1881 W1、C/1892 E1、D/1895 Q1（也稱為D/Swift）、C/1896 G1和C/1899 E1，並共同發現了C/1883 D1（Brooks-Swift）。
他在79歲時發現了最後一顆彗星。他是少數兩度看到哈雷彗星的人之一，這兩次時間相隔76年。
1878年，他相信自己觀察到了兩顆祝融星（水星軌道內的行星），但是他搞錯了。
除了彗星之外，他還發現了數百個星雲（例如IC 289）和星系（例如NGC 6、NGC 19和NGC 27）。他獨立觀測了NGC 17，導致其在NGC天體表中單獨列為NGC 34。

## 外部連結
- （英文）路易斯·斯威夫特的故事 （页面存档备份，存于）